# کلیتن (آلاباما)
کلیتن (به انگلیسی: Kellyton) شهری در شهرستان کائوسا ایالت آلاباما است که مساحت آن ۲٫۵ کیلومتر مربع است و در سرشماری سال ۲۰۱۰ میلادی، ۲۱۷ نفر جمعیت داشته و تراکم جمعیتی آن، ۸۶٫۸ نفر در هر کیلومتر مربع بوده است.